# Bolgatanga
Koordinaten: 10° 47′ N, 0° 51′ W
Bolgatanga ist die Hauptstadt der Upper East Region in Ghana und der Sitz des Bolgatanga Municipal Districts. Sie ist die letzte größere Stadt vor der nördlich verlaufenden Grenze zu Burkina Faso.
Bolgatanga wuchs in der Vergangenheit sehr rasch. Anfang der 1960er Jahre lebten hier nur 5.500 Menschen, im Jahre 1970 waren es bereits 18.900 und 2010 hatte die Stadt 65.549 Einwohner. 
Bolga, wie es die Ghanaer auch nennen, verfügt über eine gute Infrastruktur, viele Schulen, die Fachhochschule Bolgatanga Polytechnic, Krankenhäuser und andere öffentliche Einrichtungen. Früher wurde Bolgatanga noch über ein Dieselkraftwerk mit Strom versorgt. Inzwischen ist die Stadt direkt mit dem Wasserkraftwerk des Akosombo-Staudamms verbunden.

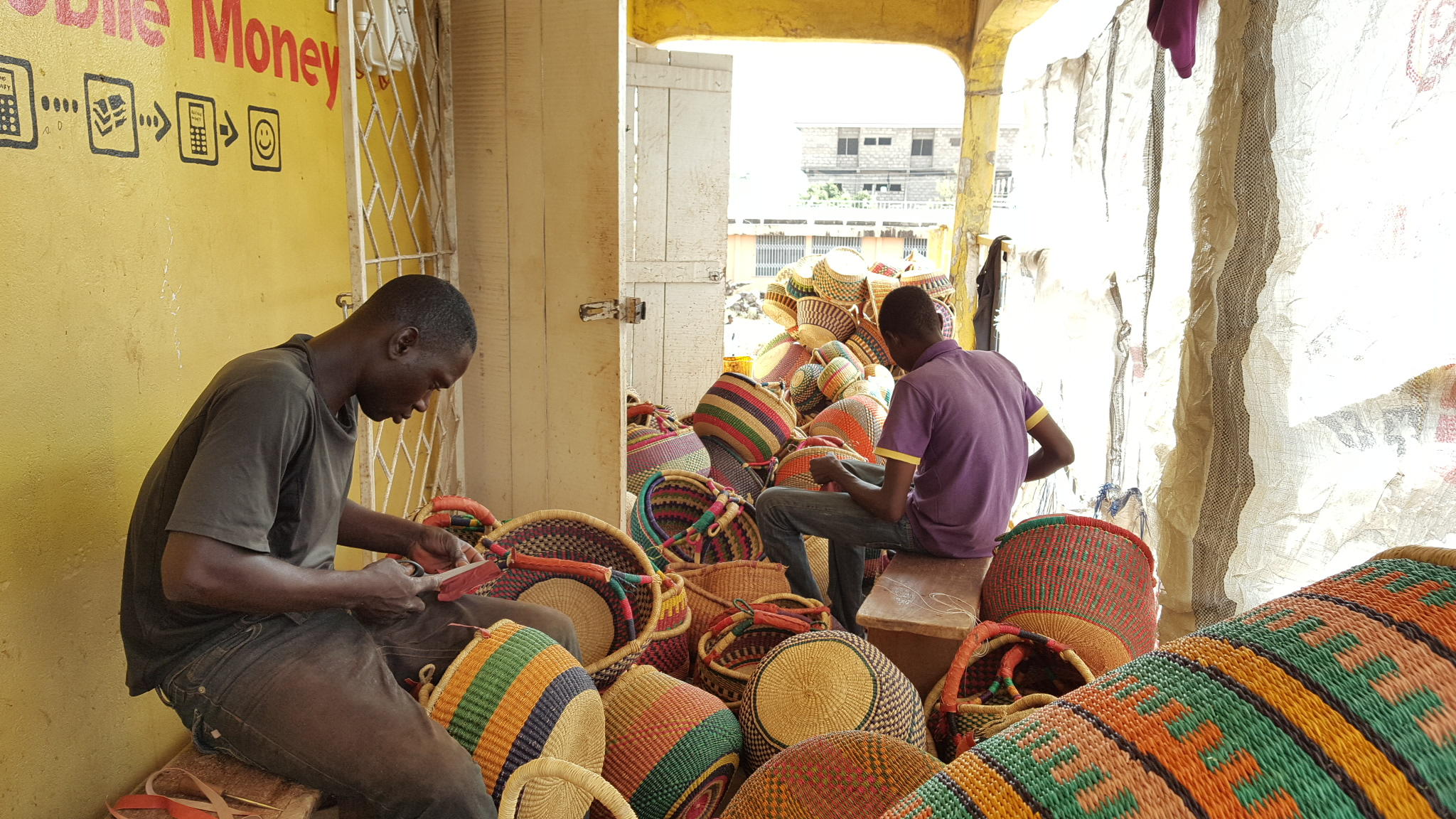
Korbkunst in Bolgatanga

Bereits 1998 wurde im Regional-Museum eine Ausstellung über die als sehr traditionell geltende Volksgruppe der Lobi eingerichtet. Diese Ausstellung hat zum Ziel, Vorurteile über die traditionellen Lebensweisen auszuräumen. Das in der Nähe liegende House of Culture beheimatet eine umfangreiche Ausstellung über die Handwerkskunst im Norden Ghanas. In Bolgatanga sind auch die Frafra ansässig, die durch ihre Leder- und Korbkunst landesweit Bedeutung erreicht haben.
Bolgatanga hat in der näheren Umgebung landschaftlich wie kulturell einige Sehenswürdigkeiten. So sind die Singenden Hügel von Tongo mittlerweile sehr bekannt. Durch Felsformationen dieser Hügel weht besonders in der Trockenzeit der Harmattan sehr stark und erzeugt dabei vielseitige Pfeiftöne, die schon zu einigen traditionellen Legenden beitrugen.
Die Umgebung um Bolgatanga ist zudem bekannt für ihre mit Naturfarben bemalten Lehmgehöfte.
Die katholische Kirchengemeinde in der Stadt, die zu Bistum Navrongo-Bolgatanga gehört, hat eine Partnerschaft mit der Pfarrgemeinde St. Johannis in Bottrop.

## Persönlichkeiten
- Lucas Abadamloora (1938–2009), ab 1994 Bischof von Bolgatanga
- Joy Frempong (* 1978), schweizerisch-ghanaische Sängerin und Elektronik-Musikerin, hier geboren
- David Atanga (* 1996), Fußballspieler, hier geboren

## Nachweise
1. ↑  Ghana Statistical Service: 2010 Population & Housing Census, S. 73 (Memento des Originals vom 19. Mai 2016 im Internet Archive)  Info: Der Archivlink wurde automatisch eingesetzt und noch nicht geprüft. Bitte prüfe Original- und Archivlink gemäß Anleitung und entferne dann diesen Hinweis., abgerufen am 30. Januar 2018